# Natacha Chetcuti-Osorovitz
Natacha Chetcuti-Osorovitz est une sociologue et anthropologue française, née à Toulouse le 13 décembre 1970. Elle est enseignante-chercheuse à CentraleSupélec, HDR et membre du Laboratoire Changement Social et Politique (LCSP) de l’Université Paris-Cité.

## Biographie
Après avoir suivi des études de sociologie à l'université Toulouse II-Le Mirail, elle a soutenu en 2008 une thèse d'anthropologie sociale à l'École des hautes études en sciences sociales : Normes socio-sexuelles et lesbianisme : définition de soi, catégorie de sexe/genre et script sexuel.
Elle a été chargée d'enseignement successivement à l'Université Toulouse II-Le Mirail, à l'Unité de formation et de recherche de droit et sciences politiques de l'Université de Reims Champagne-Ardenne, à l'Université Paris VII - Diderot, à l'Université d'Évry-Val d'Essonne, à l'Université Lumière Lyon 2, à l'Université Paris-1 Panthéon-Sorbonne, elle est depuis 2009 chargée d'enseignement à Sciences-Po Paris, depuis 2015 à l'Université de Cergy-Pontoise, à l'Université Paris 8 Vincennes Saint-Denis et l'Université Paris Ouest-Nanterre La Défense, à CentraleSupélec et à l'IDHES/ENS Paris Cachan.
Elle a été chercheuse associée au Laboratoire d’études de genre et de sexualité de l'Université Paris-VIII et chercheuse associée au Centre en études genre de la Faculté des sciences sociales et politiques de l'Université de Lausanne.
Depuis 2017, elle est enseignante-chercheuse à CentraleSupélec, HDR et chercheuse à l’IDHES (Institutions et dynamiques historiques de l’économie et de la société), ENS Paris-Saclay.
Elle a été membre du comité de rédaction de la revue Les Cahiers du Cedref (Centre d'enseignement, de documentation et de recherche pour les études féministes), membre du comité de lecture de la revue électronique Genre, sexualité et société (2008-2011). Elle est membre du comité scientifique de la revue Genre et langage, de Psychologies, genre et société, du Groupe de recherche et d’enseignements sur les prisons (GREP) et membre du comité de rédaction de la revue Sextant.
Elle intervient dans le cadre du Centre d’études et d’action-formation en sociologie (CEAFS) dans les domaines suivants : Genre, sexualités et émancipation ; Inégalités sociales et comportements de santé ; Théories de l’identité et de la domination ; Discriminations, laïcité et citoyenneté ; Parenté carcérale, exclusion et sens de la peine ; Violences sexuées et intervention sociale ; Antisémitisme et préjugés raciaux ; Féminismes, mouvement social et résistances.

## Publications
- Expériences carcérales de femmes en moyennes et longues peines. Sociabilités enfermées, récit de soi et régime de vérité dans le dispositif disciplinaire, HDR, vol. 1, Université de Paris Sorbonne Nouvelle
- Violences de genre. Féminisme et circulation des idées. Auto-nomination, socialisation et pratiques lesbiennes, HDR, vol. 2, Université de Paris Sorbonne Nouvelle
- Définition de soi, catégories de sexe/genre et script sexuel : lesbianisme et reconstruction des normes socio-sexuelles, thèse sous la direction de Marie-Elisabeth Handman, EHESS

### Direction d'ouvrages
- « Violences de genre : retours sur un problème féministe », avec Pauline Delage et Marylène Lieber, Cahiers du Genre, n°66, 2019 [lire en ligne]
- « Les violences de genre à l’épreuve du droit », avec Marta Roca I Escoda et Pauline Delage, Droit & Société, 2018/2, n°99 [lire en ligne]
- « Politiques culturelles lesbiennes », avec Nelly Quemener, Miroir/Miroirs, revue des corps contemporains, n°4
- La face cachée du genre. Langage et pouvoir des normes, Natacha Chetcuti et Luca Greco (dir), Paris, Presses de la Sorbonne Nouvelle, 2012  (ISBN 978-2878545685)
- « Lesbianisme : théories, politiques et expériences sociales », avec Cécile Chartrain, Genre, sexualité et société, Lesbiennes, n° 1 [lire en ligne]
- Violences envers les femmes : Trois pas en avant, deux pas en arrière ! Réflexions autour d’une enquête en France, en collaboration avec Maryse Jaspard, Paris, L’Harmattan, 2007  (ISBN 978-2-296-02849-4)  — présentation générale coécrite avec Maryse Jaspard
- Lesbianisme et féminisme. Histoires politiques, en collaboration avec Claire Michard, Paris, L’Harmattan, 2003  (ISBN 2-7475-5501-1)  — présentation générale coécrite avec Claire Michard
- Genre et monde carcéral. Perspectives éthiques et politiques, avec Patricia Paperman, MSH Paris-Saclay éditions, coll. « Actes », n° 6,  (ISBN 978-2-490369-05-8), 2020
- Natacha Chetcuti-Osorovitz, Sandrine Sanos (dir.), Le genre carcéral : Pouvoir disciplinaire, agentivité et expériences de la prison du XIXe au XXIe siècle, Éditions des maisons des sciences de l’homme associées, 2022  (ISBN 9791036591853)

### Livres
- Se dire lesbienne : vie en couple, sexualité et représentation de soi, Paris, Payot, 2010  (ISBN 978-2-228-90583-1) ; réédition Payot, « Petite Bibliothèque Payot », 2013  (ISBN 978-2-228-90972-3) ; traduction italienne : Dirsi lesbica. Vita di coppia, sessualità, rappresentazione di sé, Ediesse, 2014  (ISBN 9788823017610)
- Femmes en prison et violences de genre. Résistances à perpétuité, La Dispute, coll. « Le genre du monde », 2021  (ISBN 2843033055)
- La Pensée Wittig. Une introduction, avec Sara Garbagnoli, Paris, Éditions Payot, 2025

### Préface
- Pierre Louÿs, Aphrodite, préface de Natacha Chetcuti, Payot, Petite Bibliothèque Payot no 902, 2013  (ISBN 9782228908474)

### Notices de dictionnaires
- « Queer » ; « Lesbianisme » ; « Caroline Mecary » ; « Christine Le Doaré » in Christine Bard, Sylvie Chaperon (dir.), Dictionnaire des féministes : France, XVIIIe – XXIe siècle, PUF, 2017
- « Monique Wittig », in Janine Mossuz-Lavau (dir.), Dictionnaire des sexualités, Robert Laffont, 2014, p. 901-904
- « Hétérosexualité » in Bernard Andrieu (dir.), Dictionnaire du corps en sciences humaines et sociales, Éd. du CNRS, p. 229-231

### Radio
- « Monique Wittig, politique : la "pensée straight" », France culture, 27 juillet 2023[10]

### Articles récents
- « Recherche-création dans un centre d’éducation fermé pour mineures. Hybridité des méthodes et diffusion des savoirs professionnels invisibles », revue ¿ Interrogations ?, avec Sandrine Lanno & Esther Cariel, 2024 http://www.revue-interrogations.org/Recherche-creation-dans-un-centre
- avec Cynthia Colmellere, « Penser le capitalisme académique par la production de ses marges », SociologieS,  2024 https://journals.openedition.org/sociologies/22768